# سكوت روبنسون (لاعب هوكي الجليد)
سكوت روبنسون هو لاعب هوكي الجليد كندي، ولد في 29 مارس 1964 في 100 Mile House ‏ في كندا.

## وصلات خارجية
- سكوت روبنسون على موقع دوري الهوكي الوطني (الإنجليزية)
- سكوت روبنسون على موقع EliteProspects.com (الإنجليزية)
- سكوت روبنسون على موقع HockeyDB.com (الإنجليزية)
- سكوت روبنسون على موقع Hockey-Reference.com (الإنجليزية)